# Hiie
Hiie – wieś w Estonii, prowincji Rapla, w gminie Kehtna.